# طراز تقليدي
|  | يجري الآن نقاش حول نقل صفحة نظام كلاسيكي إلى طراز كلاسيكي. جار التوصل إلى اتفاق بشأن النقل في صفحة طلبات النقل. |

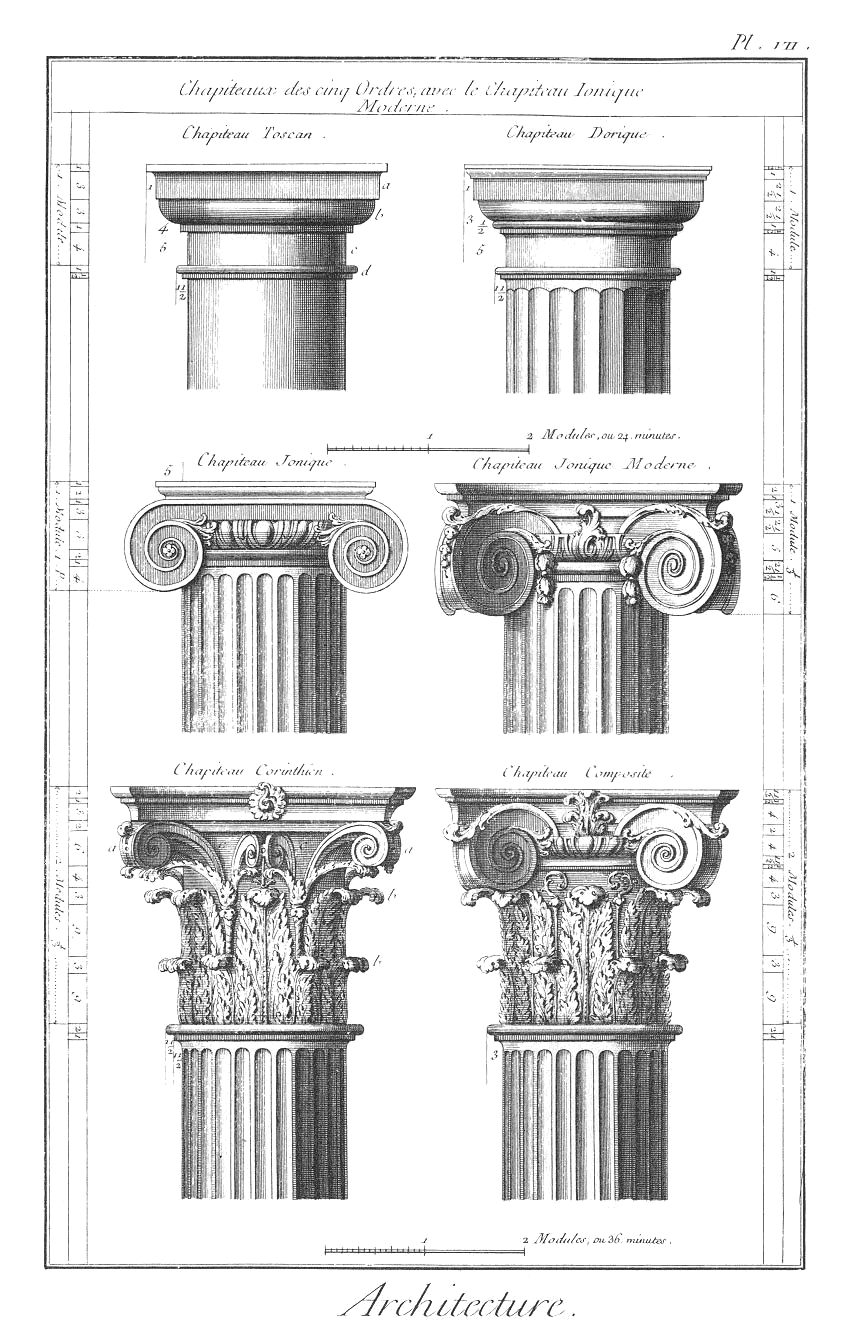
نسخة منقحة للطرز من موسوعة إنسيكلوبيدي الفرنسية، المجلد 18

الطراز التقليدي (بالإنجليزية: Classical order) هو مجموعة معينة من أجزاء خاضعة لنسب محددة وموحدة، يحددها الدور الذي يتعين على كل جزء أداؤه. تنحدر الطرز التقليدية من الحضارتين اليونانية القديمة والرومانية القديمة، وتمثل طُرز العمارة الكلاسيكية المتميزة بنسبها وخصائصها وتفاصيلها، التي يمكن التعرف عليها عبر نوع العمود المستخدم. يعود أصل الطرز الثلاثة للعمارة -الدوري والأيوني والكورنثي- إلى اليونان. أضاف الرومانيون إلى تلك الطرز -بالممارسة العملية إن لم يكن بالاسم- الطرازين التوسكاني الذي جعلوه أبسط من النظام الدوري، والمركّب الذي كان أكثر زخرفية من الكورنثي. النظام المعماري لبناية كلاسيكية قريب للمفتاح أو الوضع الموسيقي للموسيقى الكلاسيكية وقواعد أو بلاغة التأليف الموسيقي. أُسّس بوحدات محددة مثل المسافة الموسيقية، ويثير توقعات معينة عند الجمهور المُعتاد على أسلوبه.
في حين كانت الأنظمة هيكلية بشكل أساسي في العمارة اليونانية القديمة، ولم تستخدم القوس بشكل كبير حتى فترة متأخرة، أصبحت الأنظمة عناصر زخرفية بشكل متزايد في العمارة الرومانية باستثناء استخدامها في الأروقة والاستعمالات المماثلة، وكان القوس مهيمنًا في الغالب. تقلصت الأعمدة إلى نصف أعمدة بارزة من الجدران أو حُوّلت إلى دعامات. عادت هذه المُعالجة المعمارية اللاحقة للاستخدام الواعي و«الصحيح» للعمود، احتذاءً بالنماذج الرومانية حصريًا في البداية، في عصر النهضة الإيطالي. عادت عمارة الإحياء اليوناني، المستوحاة من المعرفة المتزايدة بالأصول اليونانية، إلى نماذج أكثر أصالة، بما في ذلك النماذج من الفترات المبكرة نسبيًا.

## العناصر
كل طراز له تيجان مميزة في أعلى الأعمدة وأسطح مُعمّدة أفقية تمثّل الدعامات، بينما لا يختلف بقية المبنى بين هذه الأنظمة. يختلف بدن العمود وقاعدته باختلاف النظام، ويُعبّر عنهما احيانًا بقنوات مجوّفة أفقية تعرف باسم الأخاديد. البدن أعرض في الأسفل من الأعلى، لأن تحديبه الجمالي المبتدِئ من الثلث الأول صعودًا يجعل العمود أرفع في الأعلى، على الرغم من أن بعض الأعمدة الدورية، خاصة اليونانية المُبكرة منها، «واسعة» بشكل واضح، مع مساقط جانبية مستقيمة تضيق صعودًا إلى الأعلى.
التاج يستند على البدن، وله وظيفة حاملة تتمثل في تركيز وزن السطح المعمد على العمود الداعم، ولكنه يخدم بشكل أساسي غرضًا جماليًا. العنق امتداد للبدن، ولكنه مفصول بصريًا بأخدود واحد أو أكثر. يقع الطوق فوق العنق، وهو كتلة دائرية بارزة للخارج نحو الأعلى لتدعيم ناصية التاج، وهي كتلة مربعة أو ذات شكل معين تقوم بتدعيم السطح المعمد. يحتوي السطح المعمد على ثلاث طبقات أفقية مفصولة بصريًا عن بعضها بحلى أو أشرطة. في الأعمال الرومانية وما بعد عصر النهضة، قد يُحمل السطح المعمد من عمود إلى آخر على شكل قوس ينبثق من العمود الحامل لوزنه، محتفظًا بأقسامه وزخرفته النحتية إن وجدت. يوجد أسماء لكل الأجزاء المتعددة للأنظمة.

## الأبعاد
يُحسب ارتفاع الأعمدة وفقًا للنسبة بين قطر العمود والبدن عند قاعدته وارتفاع العمود. يمكن وصف العمود الدوري بارتفاع سبعة أقطار، والإيوني بارتفاع ثمانية أقطار، والكورنثي بارتفاع تسعة أقطار، على الرغم من أن النسب الفعلية المستخدمة تختلف بشكل كبير في كلا النماذج القديمة والإحيائية، مع بقاء نزعة زيادة النحافة بين الأنظمة. يعبّر عن هذا عادةً بـ «أقل ارتفاع للقطر»، لتحديد أي جزء هو المُقاس من البدن.

## الأنظمة اليونانية
يوجد ثلاثة أنظمة بارزة في العمارة اليونانية القديمة: دوري، وإيوني، وكورنثي. اعتمد الرومانيون هذه الثلاثة وعدّلوا على تيجانها. حدث التبني الروماني للأنظمة اليونانية في القرن الأول قبل الميلاد، واستُخدمت منذ ذلك الحين باستمرار في العمارة الكلاسيكية الجديدة الأوروبية.
يُعتبر النظام الدوري أحيانًا النظام الأقدم، ولكن لا يوجد دليل يدعم ذلك. على الأصح يبدو أن النظامين الدوري والإيوني ظهرا في نفس الفترة، الإيوني في شرق اليونان والدوري في غربها وبرها الرئيسي.
يبدو أن كلا النظامين الدوري والإيوني أُنتج في الأصل في الخشب. معبد هيرا في أولمبيا هو أقدم معبد ذو حالة جيدة يمثل العمارة الدورية، إذ بُني بعد 600 قبل الميلاد بقليل. انتشر النظام الدوري لاحقًا حول اليونان وإلى صقلية، وكان النظام المعماري الرئيسي للهندسة المعمارية الضخمة مدة 800 عام. كان اليونانيون الأوائل بلا شك على دراية باستخدام الأعمدة الحجرية مع قواعد وتيجان في العمارة المصرية القديمة، وتلك الموجودة في ثقافات الشرق الأدنى الأخرى، على الرغم من أنها استخدمت غالبًا في التصاميم الداخلية، بدلًا من كونها عنصرًا مهيمنًا لكل الأجزاء من المظهر الخارجي أو بعضها كما في الطراز اليوناني.

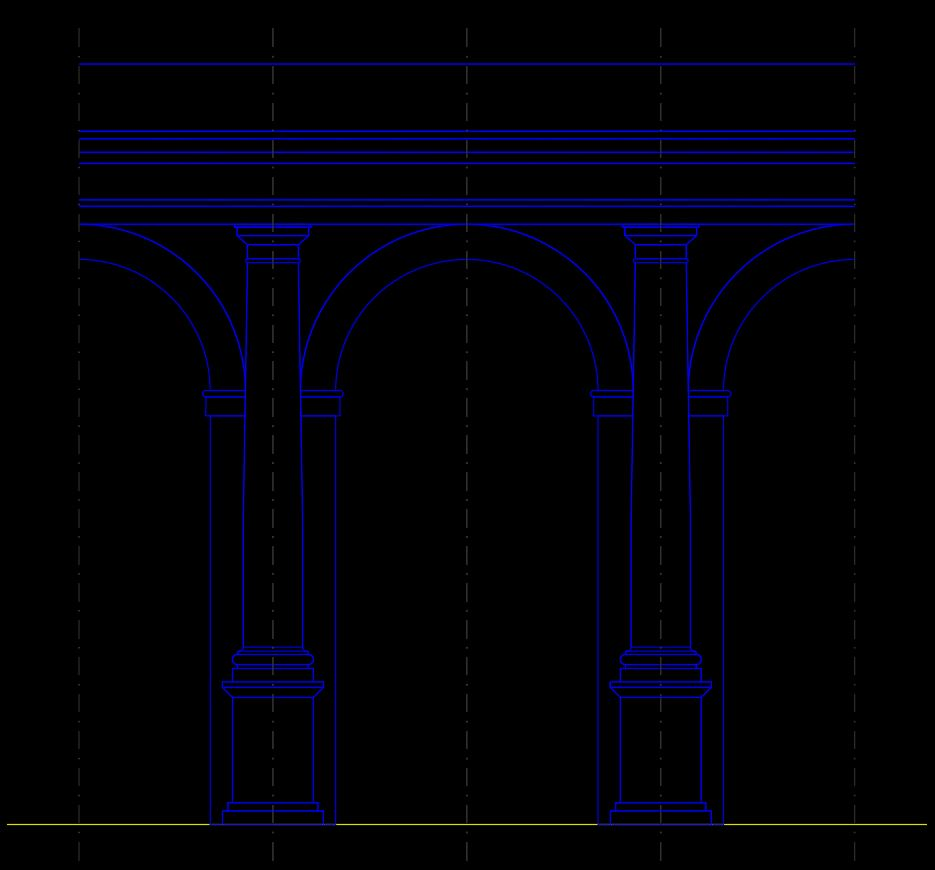
سلسلة من الأقواس تحملها أعمدة دوريكية

## التطور التاريخي للأنظمة
شهدت فترة عصر النهضة اهتمامًا متجددًا بالمصادر الأدبية للثقافات القديمة في اليونان وروما، والتطور الخصب لهندسة معمارية جديدة قائمة على المبادئ الكلاسيكية. تمثل أطروحة دي أركيتيتورا للمنظّر، والمعماري، والمهندس فيتروفيو، المؤلَف المعماري الوحيد الذي نجا من العصور القديمة. أُشيد بفيتروفيو كسلطة العمارة عندما اكتشف مرة أخرى في القرن الخامس عشر. على الرغم من ذلك، لم تكن كلمة نظام موجودةً في أطروحته. في الحقيقة استخدم لوصف الأنواع الأربعة للأعمدة (ذكر فقط: التوسكاني، والدوري، والإيوني، والكورنثي) كلمات متنوعة مثل: جينوس (جنس)، موس (العادة، الموضة، الأسلوب)، أوبرا (العمل).
بدأ مصطلح نظام، بالإضافة لفكرة إعادة تعريف الشريعة الكنيسية تنتشر في روما في بداية القرن السادس عشر، ربما خلال دراسات نصوص فيتروفيو التي أجراها ونشرها كل من بيروتزي، ورفائيل، وسانجالو. منذ ذلك الحين، أصبح تعريف الشريعة الكنيسية مسعى جماعيًا ضم أجيالًا متعددة من المعماريين الأوروبيين، من عصر النهضة والباروك، مسندين نظرياتهم إلى دراسة كتابات فيتروفيو وتأمل الآثار الرومانية (أصبحت الآثار اليونانية مُتاحة بعد الاستقلال اليوناني فقط بين 1821-1823). أضيفت قواعد لاستخدام الأنظمة المعمارية، من نسبها الدقيقة حتى أقل التفاصيل الصغيرة. عبّر منطرو عصر النهضة عن نقد على ملاءمة الأنظمة للمعابد المكرسة لآلهة معينة (فيتروفيو، I.2.5)، إذ وُصف النظام الدوري بأنه جريء ورجولي، والإيوني بأنه رزين، والكورنثي بأنه عُذري.